# Eschau (Bawaria)
Eschau – gmina targowa w Niemczech, w kraju związkowym Bawaria, w rejencji Dolna Frankonia, w regionie Bayerischer Untermain, w powiecie Miltenberg. Leży w paśmie górskim Spessart, około 13 km na północ od Miltenberga, nad rzeką Elsava.

## Dzielnice
W skład gminy wchodzą następujące dzielnice: 
- Eschau
- Hobbach
- Oberaulenbach
- Unteraulenbach
- Sommerau
- Wildensee
- Wildenstein

## Demografia
| Rok  | Liczba mieszk. |
| ---- | -------------- |
| 1792 | 3.395          |
| 1987 | 3.891          |
| 2000 | 4.145          |
| 2005 | 4.087          |

## Osoby urodzone w Eschau
- Fritz Schaefler – malarz

## Oświata
(na 1999)

W gminie znajduje się 200 miejsc przedszkolnych (ze 162 dziećmi) oraz szkoła podstawowa (20 nauczycieli, 326 uczniów).